# Аргонавтика (Валерий Флакк)
«Аргонавтика в восьми книгах» (лат. Argonauticon libri octo) — поэма римского поэта Гая Валерия Флакка о походе аргонавтов, написанная в 80-х годах и оставшаяся неоконченной. Её текст сохранился.
В поэме заметно влияние Аполлония Родосского и Вергилия. Подобно Энею, предводитель аргонавтов Ясон изображён как доблестный герой, который подчиняется божественному предопределению. Поход за золотым руном означает начало нового периода в жизни человечества, когда действия людей становятся угодны богам, а захват руна символизирует победу над варварством, перемещение политического центра мира с Востока на Запад — сначала в Элладу, а в перспективе — в Рим. Ясон в изображении Флакка заметно уступает Гераклу.
Поэма была неизвестна в Средние века. Её текст нашёл в 1416 году в Санкт-Галльском монастыре Поджо Браччолини. Впервые поэма была издана в 1472 году в Болонье Уго Ругерием и Домиником Бертохом. Позже она переводилась на немецкий, английский, итальянский, русский (частично) языки.